# Serica tropdeana
Serica tropdeana är en skalbaggsart som beskrevs av Ahrens 1999. Serica tropdeana ingår i släktet Serica och familjen Melolonthidae. Inga underarter finns listade i Catalogue of Life.